# Cúpula de Miage
Cúpulas de Miage (em francês:  Dômes de Miage) é um conjunto de cumes do Maciço do Monte Branco que culmina a 3673 m. A sua longa linha de cresta, é considerada uma das mais belas do maciço com a Aresta Kuffner  no Monte Maudit e a Aresta de Rochefort.
A cúpula é citada no lugar 13 das 100 mais belas corridas de montanha.

## Os Cumes
Os diferentes cumes, sem denominação específicos, encontram-se de um lado e do outro do Colo dos Dômes, e são a Leste um com, 3673 m, e o segundo com 3672 m, e a oeste do colo o central, com 3633 m e considerado como a cúpula mais perfeita, tendo a ocidental 3670 m.
A via normal parte do Refúgio dos Conscritos, sobe pelo Glaciar de Tré la Tête, e passa o Colo das Dômes para percorre a aresta. Para fazer a travessia integral continua-se até ao Refúgio Durier.

## A cresta
A totalidade da linha de cumeada faz 3 km desde o Colo des Dômes a oeste até ao ponto  3580 onde se encontram as crestas da Cúpula de Miage, com a Durier e a de ré-la-Tête, e com o colo do dos Dômes (3 564 m) no meio.

## Imagens

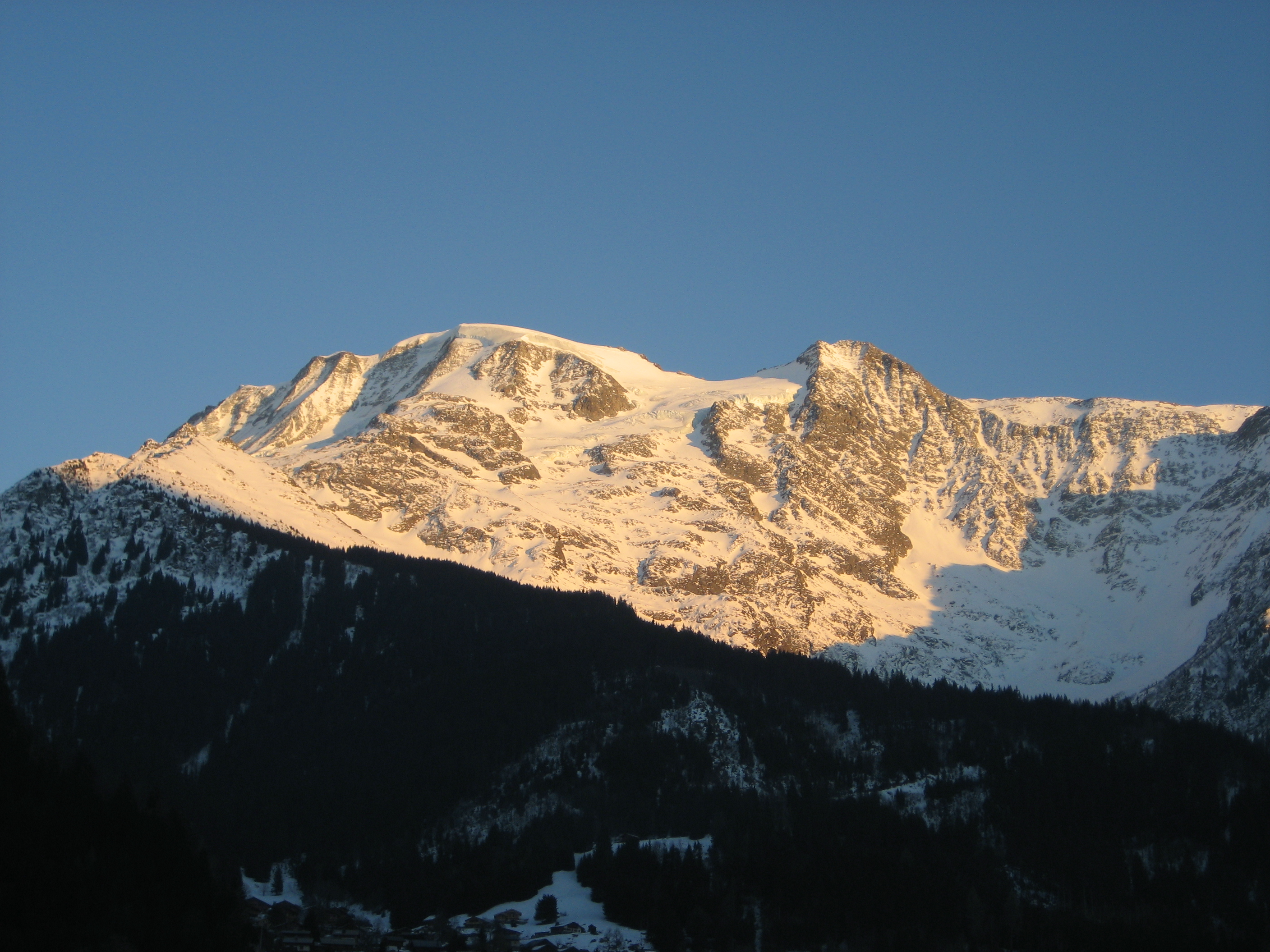
Ao pôr do Sol
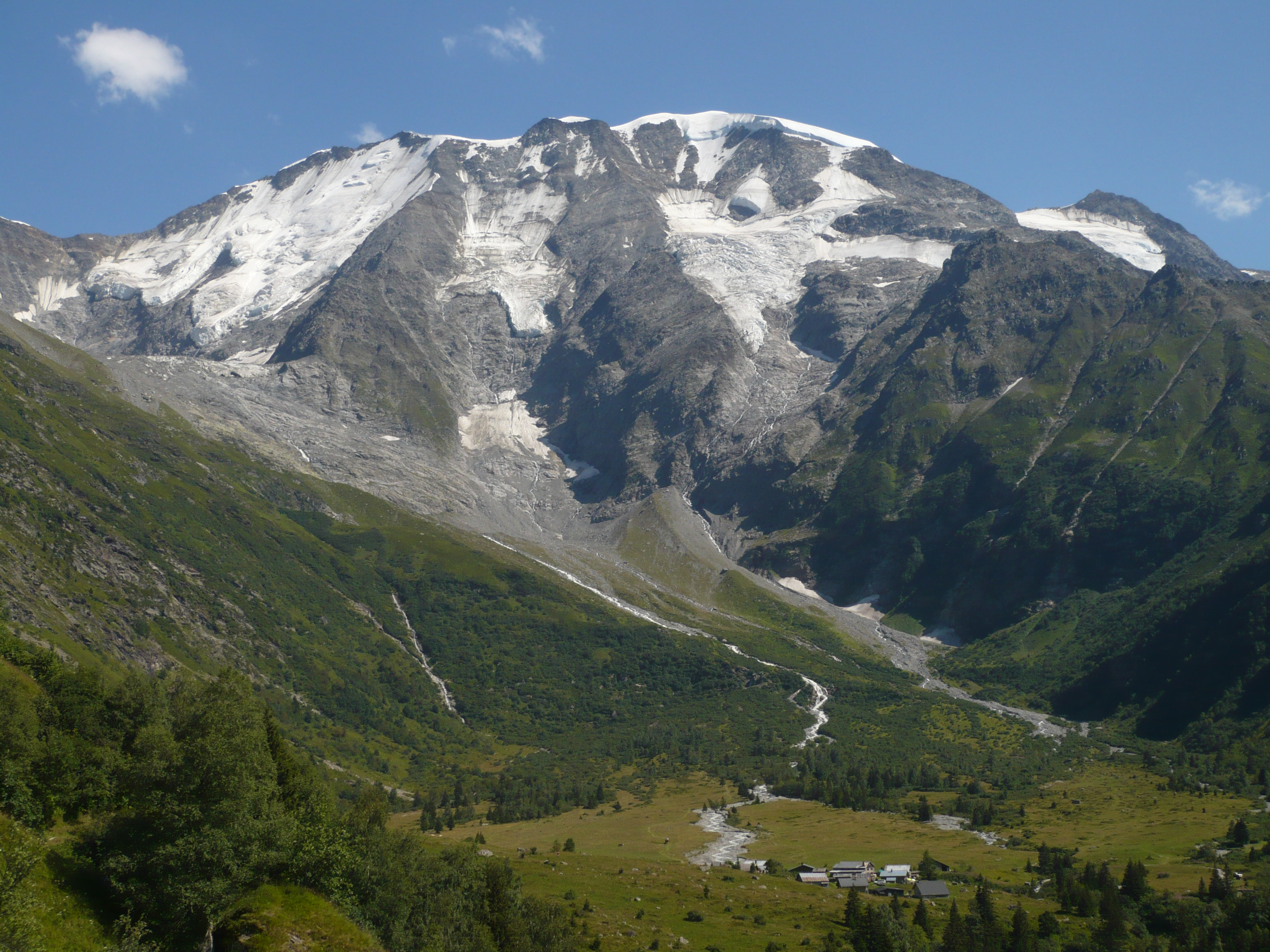
Os Dômes, com os chalets de Miage à frente
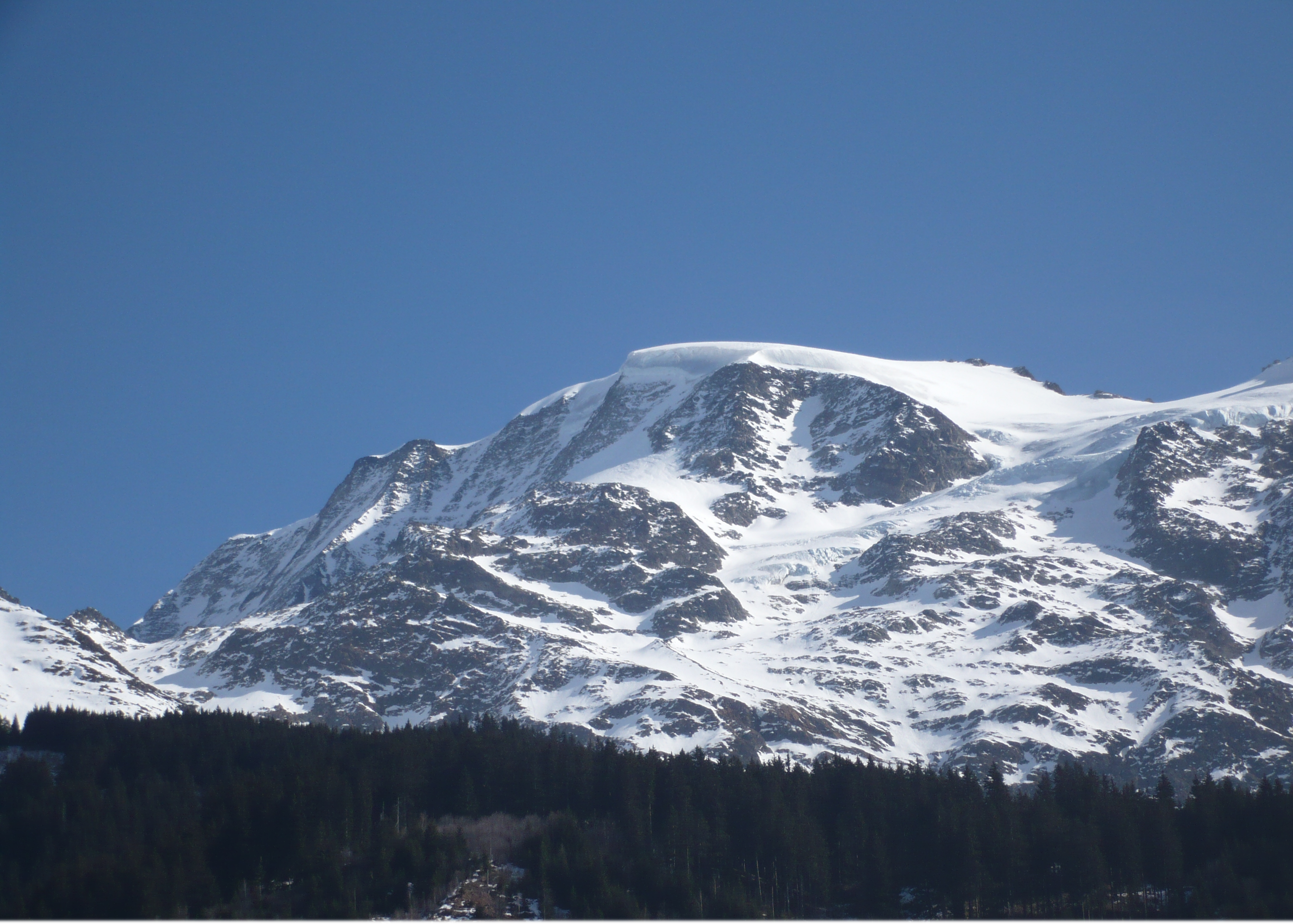
No inverno e visto a partir de  Les Contamines-Montjoie.
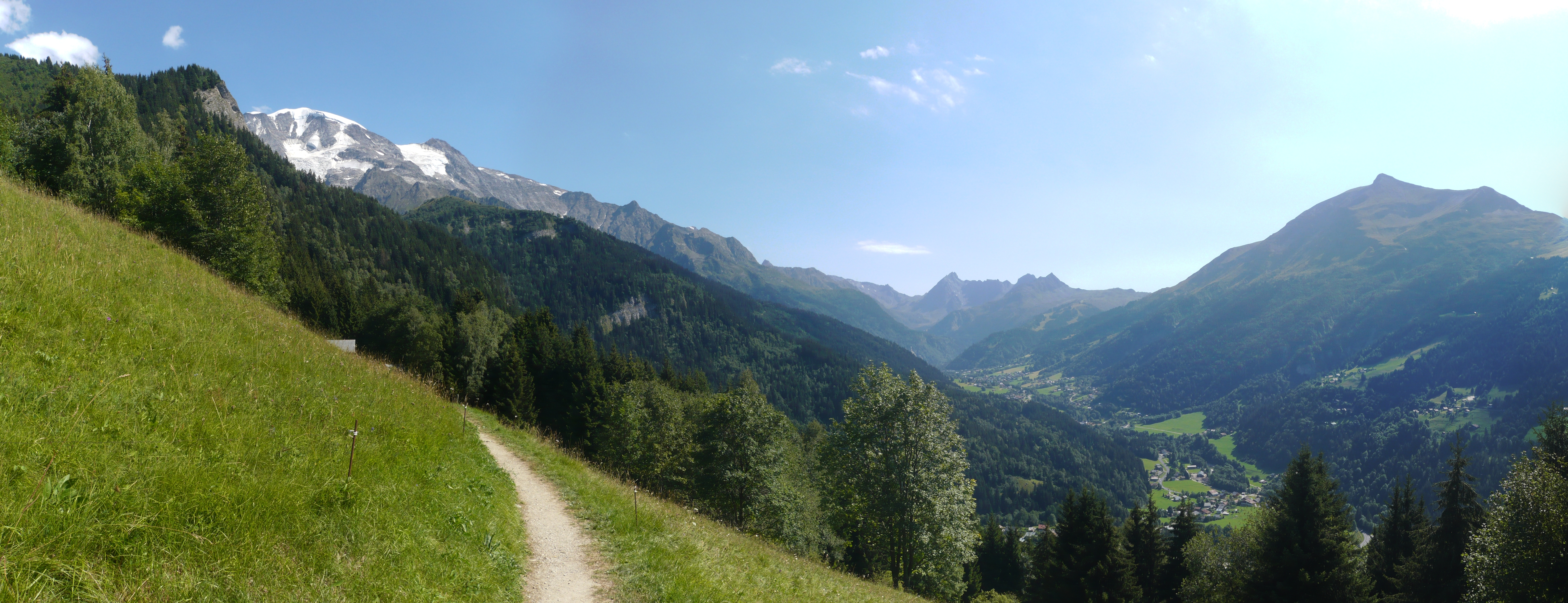
Panorama do vale des Contamines; Dômes à esq., em frente ao Mont-Joly.
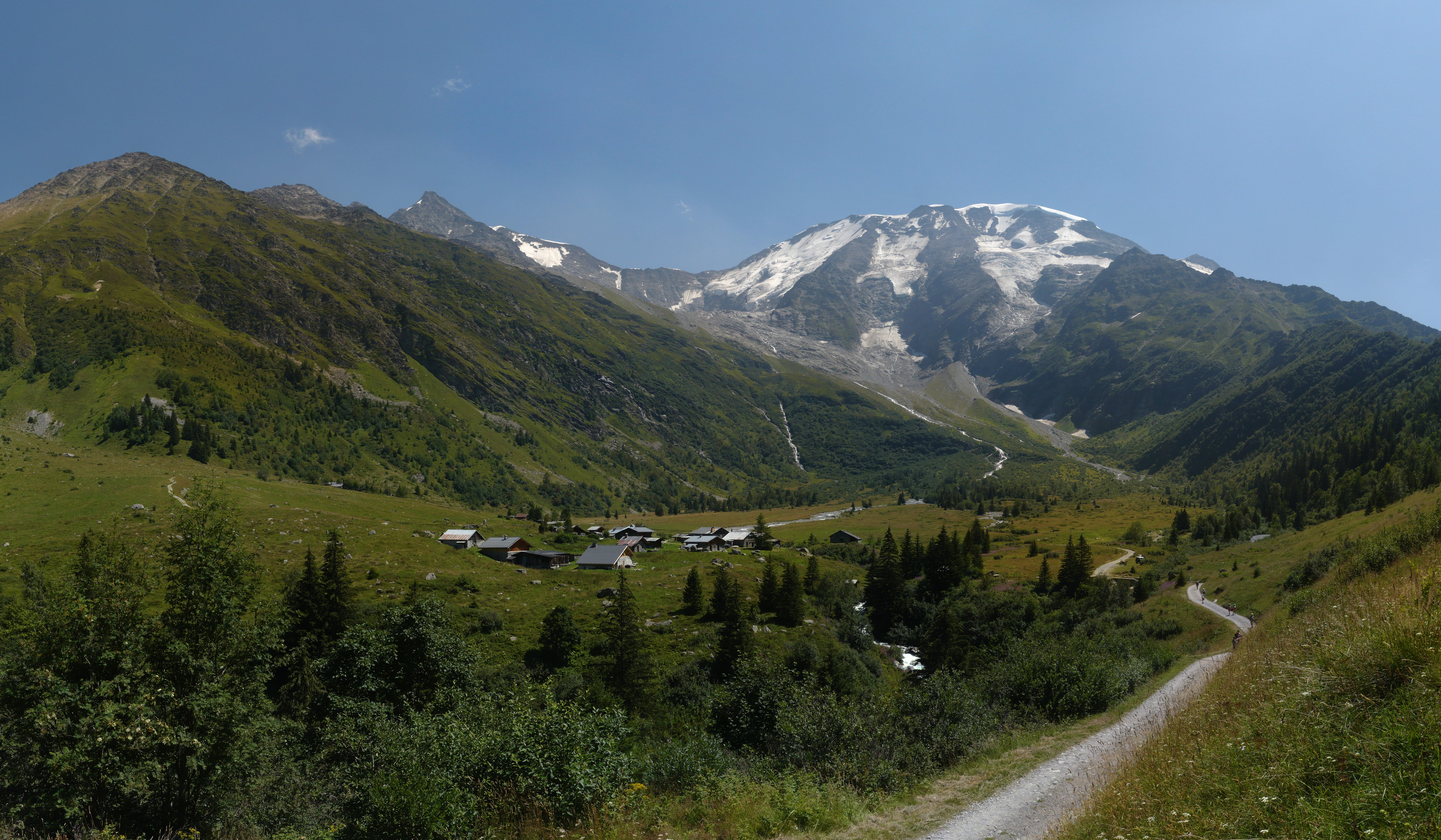
Caminho de acesso aos chalets de Miage, com os Dômes ao longe.

Na página de referência, há 57 fotografias no capítulo Images.